# Christopher Pelling
Christopher Brendan Reginald Pelling (* 14. Dezember 1947) ist ein britischer Gräzist und emeritierter Regius Professor of Greek der Universität Oxford.

## Leben
Christopher Pelling besuchte die Cardiff High School und war in den 1960er Jahren Senior Scholar am Balliol College in Oxford. Von 1975 bis 2003 war er McConnell Laing Fellow and Praelector in Classics am University College Oxford. Von 2003 bis 2015 war er Mitglied der Christ Church Oxford und Regius-Professor für Griechisch. Er war Präsident der International Plutarch Society, von 2006 bis 2008 auch Präsident der Society for the Promotion of Hellenic Studies. 2009 wurde er zum Fellow der British Academy (FBA) gewählt.
Seine Forschungsschwerpunkte sind die griechische und lateinische Geschichtsschreibung und Biographie (Herodot, Thukydides, Plutarch und Tacitus). Diese historischen Texte analysierte er vornehmlich nach literarischen Gesichtspunkten, wobei er wichtige Fortschritte im Verständnis der Werke erzielte.

## Schriften (Auswahl)
- als Herausgeber: Characterization and individuality in Greek literature. Oxford 1990, ISBN 0-19-814058-4.
- Literary texts and the Greek historian. London 2000, ISBN 0-415-07350-2.
- Plutarch and History. Eighteen Studies. London 2002, ISBN 0-7156-3128-4.
- Plutarch’s Caesar. Oxford 2011, ISBN 978-0-19-814904-0.
- (Hrsg. mit Stephen Harrison und Christopher Stray): Rediscovering E. R. Dodds: scholarship, poetry and the paranormal. Oxford University Press, Oxford 2019 (enthält ein Schriftenverzeichnis). – Rezension von Alexandre Johnston, in: Bryn Mawr Classical Review 2020.11.43